# Área micropolitana de Kahului-Wailuku
El área micropolitana de Kahului-Wailuku,  y oficialmente como Área Estadística Micropolitana de Kahului-Wailuku, HI µSA tal como lo define la Oficina de Administración y Presupuesto, es un Área Estadística Micropolitana centrada en las localidades de Kahului y Wailuku, en el estado estadounidense de Hawái. El área micropolitana tenía una población en el Censo de 2010 de 154.834 habitantes, convirtiéndola en la 11.º área micropolitana más poblada de los Estados Unidos. El área micropolitana de Kahului-Wailuku comprende el condado de Maui, siendo Kahului la ciudad más poblada.

## Composición del área micropolitana

### Lugares designados por el censo

#### Lanai
- Lāna'i City

#### Maui
| - Haiku-Pauwela - Haliimaile - Hāna - Kaanapali - Kahului - Kapalua - Kihei - Kula | - Lāhainā - Launiupoko - Maalaea - Mahinahina - Makawao - Makena - Manele - Napili-Honokowai | - Olowalu - Paia - Pukalani - Ualapu'e - Waihee-Waiehu - Waikapu - Wailea - Wailea-Makena - Wailuku |

#### Molokai
| - Kaunakakai | - Kualapuu | - Maunaloa |

### Áreas no incorporadas
| - Haiku - Ho'olehua - Keanae | - Keokea - Kipahulu - Napili | - Olinda - Pu'unene - Waihee | - Wailua |

- Halehomaha
- Kealia